# La Tête en l'air (série télévisée)
Pour les articles homonymes, voir La Tête en l'air.
La Tête en l'air est un feuilleton télévisé français en trente épisodes de 26 minutes, réalisé par Marlène Bertin d'après le roman éponyme de Sophie Agacinski et diffusé à partir du 29 juin 1993 sur France 2.

## Synopsis
Ce feuilleton met en scène une adolescente de seize ans passionnée d'aviation qui veut devenir pilote de ligne et sa mère, une ancienne danseuse, qui se met au parachutisme...

## Distribution
- Valérie Karsenti : Ludmilla « Ludi » Guyot
- Jean-Marc Thibault : Pierrot
- Claude Jade : Sylvie Guyot
- Henri Courseaux : Paul Guyot
- Diane Valsonne : Alice
- Anne Rousselet : Hélène
- Franck Dubosc : Olivier
- Michel Weinstadt : Adrien
- Sophie Bouilloux : Camille
- Emilie Benoît : Théo
- Philippe Jutteau : Thomas
- Daniel Sarky : le père d'Adrien
- Jean Barney
- Caroline Beaune